# SF学園シリーズ
『SF学園シリーズ』（エスエフがくえんシリーズ）は、若桜木虔のジュブナイルSF小説 シリーズ。

## 概要
1979年より、秋元書房の秋元文庫からリリースされていた小説シリーズで、全6巻。「SF学園」とあだ名される学校を舞台としたジュブナイルシリーズ。
舞台は毎回同じだが、ストーリーは各巻ごとに独立しており、主人公も毎回違う。また、「全作を通して登場する人物」も存在しない。
カバー袖の解説によると、作中の時間は巻数の順に流れているようだが、少なくとも第4巻には設定に矛盾がある。

## 舞台
東京都杉並区富士見ヶ丘にあるという設定の学校「星華学院」が舞台。
幼稚園から大学まである総合学園であり、大学工学部には付属コンピュータ研究所も存在する。この研究所のコンピュータは学園の温度調節、成績の管理など様々なことを引き受けているため、「SF的な雰囲気の学校」というイメージを持たれている。故に「杉並区富士見ヶ丘」を略して「SF学園」という通称で呼ばれている。
第4巻には「日本で初めてコンピュータを完全導入した試験的な学校」という記述がある。

## 各巻概要・ストーリー
第1巻「SF学園 未知からの侵略者」
各章のタイトルは、「七夕のUFO」「クモの巣探索」など、6文字で統一されている。
ストーリー
7月のある日、突如学園に謎の巨大なクモが出現した。周囲の熱エネルギーを吸収し、日を追うごとに増殖して行く巨大グモ。東京中が凍り付いて行く中、中等部の天文部員である貞包美枝子とその友人達は状況の打開を試みるが…。
第2巻「SF学園 恐怖の異次元大地震」
タイトルとは裏腹に、学園が舞台となるのは第一章冒頭とエピローグのみで、あとは「ヒラニプラ国」という国が舞台となっている。
各章のタイトルは、「二重スパイ」「再び学園に」など、5文字で統一されている。
ストーリー
9月27日。SF学園中等部の藤井勇人は、同級生たちと共に海洋研究所の見学に来ていた。しかし潜水艦で海底牧場に到着した途端、突然海底地震が発生。勇人は意識を失う。目覚めた彼が鏡の中に見たものは、まったくの別人と化した自分自身の姿だった…。
第3巻「SF学園 二つの影の挑戦」
各章のタイトルは、「謎の影の襲撃」「ビデオの解析」など、6文字で統一されている。
ストーリー
時は2月。星華学院高等部のバスケットボール部員達は、今日も鬼コーチの指導のもと、猛特訓を行っていた。だが突然照明と空調に異変が起こり、キャプテンの古家正博が何者かに重傷を負わされる。
このことを皮切りに、学園内で続発する怪事件。その裏で暗躍する2つの謎のシルエット。果たして彼らの目的とは?
第4巻「SF学園 消失人間の謎」
第1巻の事件に関する要素が散見されるが、設定や時間軸に矛盾もあるため、完全な続編ではなく一種のパラレルワールドである模様。
各章のタイトルは、「蘭が咲いていた」「先生が消失した」など、7文字で統一されており、なおかつ「○○が（○○に）××した」というパターンになっている。
ストーリー
宇宙グモ襲来事件から半年経った1月。数人の教師が突然暴れ出し、学園のコンピュータを破壊するという事件が発生した。
更に中等部の女子生徒の1人が不可解な死を遂げる。彼女の友人であった中村友恵は、一連の事件の裏に恐るべき侵略計画が進行していることを知る。人智を超えた敵を相手に、彼女は強硬手段に出た。
第5巻「SF学園 未来変更作戦」
作中で、第3巻に登場した影人間について触れられるくだりがある。
各章のタイトルは、「SF学園祭前夜」「初めての時航機」など、7文字で統一されている。
ストーリー
学園祭の日。校内では、工学部の福井教授が「タイムマシン」なるものを展示することが話題となっていた。4人の中学生たちがくじ引きに当選し、真っ先にマシンに乗せてもらえることとなる。
しかし彼らが乗り込んだ途端、事件は起こった。突如マシンに青い光が降り注ぎ、マシンは消失したのだ。乗っていた4人の行方は…。
第6巻「SF学園 次元侵略者を探せ!」
前作同様作中で、第3巻に登場した影人間について触れられるくだりがある。
各章のタイトルは、「掘り出された謎の物体」「裏切られた美穂の真心」など、10文字で統一されている。
ストーリー
7月のある日、学園敷地内の新研究所建設予定地から、金属製の物体が発掘され、学内のコンピュータ研究所に運ばれた。
一方その場に居合わせた高等部の黒田美穂は、数日後、恋人である早坂祐士が、授業中に不審な行動を取っているところを目撃する…。

## シリーズ
1. 1979年 – SF学園 未知からの侵略者
2. 1980年 – SF学園 恐怖の異次元大地震
3. 1980年 – SF学園 二つの影の挑戦
4. 1980年 – SF学園 消失人間の謎
5. 1981年 – SF学園 未来変更作戦
6. 1981年 – SF学園 次元侵略者を探せ!